# Шашлова, Мария Васильевна
Мария Васильевна Шашлова (род. 25 июня 1982, Челябинск, Челябинская область, РСФСР, СССР) — российская актриса театра и кино. Заслуженная артистка России (2018).

## Биография
Мария родилась 25 июня 1982 года в Челябинске. Училась в ЮУрГУ на факультете психологии и в Челябинской государственной академии культуры и искусств, играла в студенческом театре «Манекен».
В 2001 году поступила на режиссёрский факультет РАТИ-ГИТИС в актёрскую группу, мастерскую Сергея Женовача, закончив его в 2005 году.
Лауреат премии Михаила Царёва «за успешное постижение профессии актёра» за роль Людмилы в спектакле «Поздняя любовь» (2006).
С 2005 года в труппе Театра СТИ.
За роль Варвары Никаноровны Протозановой в спектакле «Захудалый род» весной 2007 года Мария Шашлова была награждена дипломом Благотворительного фонда Олега Табакова «За актёрскую удачу в спектакле» и специальной премией жюри фестиваля «Золотая Маска» «за тонкость и глубину искусства молодой актрисы». В 2009 года Мария Шашлова получила премию «Золотая лира» за роль Любы в спектакле «Река Потудань».

### Роли в театре

#### Учебный театр ГИТИСа
- 2003 — «Об-ло-мов-щина…» по роману «Обломов» И. А. Гончарова. Режиссёр: Герман Сидаков — мать Обломова, Нянька, Агафья Матвеевна Пшеницына
- 2004 — «Как вам это понравится» по одноимённой комедии Уильяма Шекспира. Режиссёр: Александр Коручеков — Селия

#### Театр «Студия театрального искусства» (СТИ)
- 2004 — «Мальчики» по девяти главам романа «Братья Карамазовы» Ф. М. Достоевского. Режиссёр: Сергей Женовач — Арина Петровна Снегирева, Ниночка, Варвара Николаевна
- 2005 — «Marienbad» по роману «Мариенбад» Шолом-Алейхема. Режиссёр: Евгений Каменькович — Перл Ямайчиха
- 2006 — «Захудалый род» по одноимённому роману Н. С. Лескова. Режиссёр: Сергей Женовач — Варвара Никаноровна Протозанова[2]
- 2008 — «Битва жизни» по одноимённой повести Ч. Диккенса. Режиссёр: Сергей Женовач — Клеменси Ньюком
- 2009 — «Река потудань» по одноимённой повести А. П. Платонова. Режиссёр: Сергей Женовач — Люба[3]
- 2009 — «Три года» по одноимённой повести А. П. Чехова. Режиссёр: Сергей Женовач — Полина Рассудина'[3]
- 2010 — «Записные книжки» по А. П. Чехову. Режиссёр: Сергей Женовач — Вдова[3]
- 2011 — «Брат Иван Федорович» по 11-й книге романа «Братья Карамазовы» Ф. М. Достоевского. Режиссёр: Сергей Женовач — Грушенька[3]
- 2013 — «Шествие» по одноимённому роману И. А. Бродского. Режиссёр: Вера Камышникова — Голоса, Плач, Счастливый человек
- 2014 — «Записки покойника» по «Театральному роману» М. А. Булгакова. Режиссёр: Сергей Женовач — Торопецкая Поликсена Васильевна
- 2015 — «Самоубийца» по одноимённой пьесе Николая Эрдмана. Режиссёр: Сергей Женовач— Маргарита Ивановна Пересветова
- 2016 — «Кира Георгиевна» по одноимённому роману В. П. Некрасова. Режиссёр: Сергей Женовач — Кира Георгиевна[4][5][6]

#### Театр наций
- 2014 — «Русскій романсъ». Режиссёр: Дмитрий Волкострелов

### Фильмография
- 2004 — «Штрафбат», режиссёр: Николай Досталь — Маша
- 2009 — «Иван Грозный», режиссёр: Андрей Эшпай — царица Анастасия
- 2012 — «Белый тигр», режиссёр: Карен Шахназаров — военный врач полевого госпиталя
- 2015 — «Гость», режиссёр: Денис Родимин — жена покойника
- 2017 — «Анна Каренина», режиссёр: Карен Шахназаров — Варвара Каменева
- 2022 — «Чёрная весна», режиссёр: Сергей Тарамаев — Лариса

## Признание и награды
- 2006 — лауреат премии М. И. Царёва за «успешное постижение профессии актёра».
- 2007 — диплом премии фонда О. П. Табакова за "актерскую удачу в спектакле «Захудалый род».
- 2007 — специальный приз фестиваля «Золотая маска» «за тонкость и глубину искусства молодой актрисы»[7].
- 2009 — лауреат премии «Золотая лира» за роль Любы в спектакле «Река Потудань».
- 2018 — почётное звание «Заслуженная артистка Российской Федерации»  — за большой вклад в развитие отечественной культуры, искусства, средств массовой информации и многолетнюю плодотворную деятельность[1].